# Le Thuel
Le Thuel é uma comuna francesa na região administrativa de Altos da França, no departamento de Aisne. Estende-se por uma área de 7,06 km². Em 2010 a comuna tinha 162 habitantes (densidade: 22,9 hab./km²).